# María de las Mercedes González Fernández
Mercedes González
Ne doit pas être confondu avec Mercedes González.
Pour les articles homonymes, voir González et Fernández.
María de las Mercedes González Fernández ([maˈɾia ðe las mɛɾˈθeðes ɡõnˈθalɛθ fɛɾˈnãndɛθ]) est une femme politique espagnole née en 1975 à Madrid, membre du Parti socialiste ouvrier espagnol (PSOE).
Après une carrière dans le secteur de la communication institutionnelle puis en tant que collaboratrice politique, elle est élue en 2015 conseillère municipale de Madrid, occupant les fonctions de porte-parole des élus socialistes sur le thème de l'urbanisme.
Lors des élections municipales de 2019, elle dirige la campagne du PSOE et occupe la deuxième place sur la liste des candidats. Elle échoue quelques semaines plus tard à maintenir ouverte l'action publique concernant la vente de logements sociaux par l'ancienne maire conservatrice Ana Botella.
Elle est nommée en mars 2021 déléguée du gouvernement dans la communauté de Madrid, dans le cadre de la préparation des élections à l'Assemblée de Madrid. Devenue, neuf mois plus tard, secrétaire générale de la nouvelle section du PSOE recouvrant l'ensemble de la ville de Madrid, elle est alors pressentie comme tête de liste pour les élections municipales de 2023, mais la direction du parti choisit finalement Reyes Maroto.
En mars 2023, elle est promue directrice générale de la Garde civile, poste qu'elle quitte au bout de trois mois pour se présenter aux élections générales anticipées. Elle le retrouve en septembre 2024 et abandonne sept mois plus tard la direction municipale du PSOE.

## Vie privée
María de las Mercedes González Fernández naît en 1975 à Madrid. Elle est mariée avec un ancien responsable du PSOE de la ville de Majadahonda, mère d'une fille et une supporter du Real Madrid.

## Formation et vie professionnelle
Mercedes González étudie le journalisme à l'université CEU San Pablo, où elle obtient une licence. Elle poursuit ses études à l'université complutense de Madrid et à l'université George-Washington, où elle se spécialise dans la communication des institutions publiques.
Elle occupe entre 2004 et 2006 le poste de directrice de la Communication et des Relations institutionnelles de la Fédération espagnole des villes et des provinces (FEMP), puis elle devient en 2007 conseillère du groupe des députés socialistes à l'Assemblée de Madrid pour un an. En 2009, elle est recrutée comme collaboratrice du troisième vice-président du gouvernement et ministre de la Politique territoriale Manuel Chaves, pour qui elle travaille pendant deux ans.

## Parcours politique

### Conseillère municipale de Madrid
Lors des élections municipales du 24 mai 2015, Mercedes González concourt sur la liste socialiste à Madrid, dirigée par son ancien professeur en licence, Antonio Miguel Carmona. Élue conseillère municipale, elle est notamment porte-parole de son groupe politique à la commission de l'Urbanisme, où elle noue une relation d'amitié avec le futur maire et élu du Parti populaire (PP) José Luis Martínez-Almeida. Au sein du Parti socialiste ouvrier espagnol (PSOE), elle est un soutien de Rafael Simancas et Pedro Sánchez.
Elle se représente aux élections municipales du 26 mai 2019, occupant la deuxième place de la liste emmenée par Pepu Hernández, dont elle est la coordonnatrice de la campagne, après avoir dirigé sa campagne victorieuse lors des primaires du Parti socialiste. À la suite de ce scrutin qui voit le retour de la droite au pouvoir sous la direction de José Luis Martínez-Almeida, elle devient porte-parole adjointe du groupe socialiste ainsi que première vice-présidente de la commission de l'Environnement, restant parallèlement porte-parole à la commission de l'Urbanisme.
En septembre 2019, elle dépose un recours devant le Tribunal des comptes afin de se voir reconnaître l'intérêt à agir dans le cadre de la procédure judiciaire concernant la vente de 1 800 logements sociaux à un fonds d'investissement spéculatif par l'ancienne maire Ana Botella, ceci afin d'éviter l'extinction de l'action publique en raison du renoncement de José Luis Martínez-Almeida à faire appel de l'arrêt de non-lieu rendu par la juridiction financière à l'endroit d'Ana Botella. Le Tribunal des comptes lui refuse cependant le droit d'exercer cette « action substitutive », une posture confirmée le 11 juin 2020 par le Tribunal suprême et qui suppose l'absolution définitive de l'ancienne maire de Madrid.

### Déléguée du gouvernement à Madrid
La presse révèle le 29 mars 2021 que Mercedes González a été choisie pour remplacer José Manuel Franco en qualité de déléguée du gouvernement dans la communauté de Madrid, ce dernier ayant été nommé président du Conseil supérieur des Sports en remplacement d'Irene Lozano, candidate aux élections madrilènes du 4 mai. Elle prête serment deux jours plus tard, en présence de la première vice-présidente du gouvernement Carmen Calvo, du ministre de l'Intérieur Fernando Grande-Marlaska, de la présidente de la communauté de Madrid Isabel Díaz Ayuso et du maire de Madrid José Luis Martínez-Almeida.
À peine six semaines plus tard, la déléguée du gouvernement se retrouve partie prenante d'un échange tendu avec le maire de la capitale au cours d'une conférence de presse, à propos des restrictions liées à la pandémie de Covid-19 : après que José Luis Martínez-Almeida a appelé le gouvernement à réfléchir à de nouveaux outils juridiques pour limiter les libertés publiques après la fin de l'état d'alerte, Mercedes González lui répond que la communauté de Madrid gère la situation comme s'il existait un virus « à la madrilène », lui reproche de s'exprimer comme le porte-parole national du Parti populaire et non en tant que maire et lui rappelle que le régime de décentralisation ne permet pas aux communautés autonomes de systématiquement renvoyer la balle des mesures à prendre au gouvernement de l'État. À l'issue de cette confrontation, elle propose ironiquement « de sortir ensemble un album de Pimpinela », tandis que le lendemain, le maire de Madrid affirme que « nous avons eu tort : nous avons oublié les devoirs de notre charge, mais nous avons débattu sans nous manquer de respect »,.
Elle assiste le 19 juin à la cérémonie d'assermentation d'Isabel Díaz Ayuso, étant la seule représentante du gouvernement dans la mesure où aucun ministre n'était présent à la Real Casa de Correos. Dénonçant cet état de fait, José Luis Martínez-Almeida souligne qu'une invitation avait bel et bien été envoyée à l'exécutif de l'État via la délégation du gouvernement, ce à quoi celle-ci rétorque que l'invitation était nominativement adressée à Mercedes González et qu'il ne revient pas aux services de cette dernière de convier ou convoquer le gouvernement espagnol à une cérémonie organisée par le gouvernement autonome.

### Secrétaire générale du PSOE de la ville de Madrid
Mercedes González réfute à la fin du mois d'août 2021 les rumeurs qui la présentent comme candidate aux primaires du Parti socialiste ouvrier espagnol de la communauté de Madrid (PSOE-M) qui désigneront le futur secrétaire général dans le cadre du XIVe congrès régional. La direction nationale du PSOE avait cependant bel et bien tenté de convaincre les candidats annoncés de se retirer au profit de Mercedes González incarnant une candidature de consensus, mais aucun des trois impétrants n'avait donné suite, rejetant toute intromission de la direction du parti dans le scrutin interne.
Elle annonce le 16 novembre suivant sa pré-candidature au secrétariat général de la nouvelle section du PSOE de la ville de Madrid, dont le processus de création a été initié quelques jours plus tôt par la nouvelle direction régionale du parti, sous l'autorité de Juan Lobato (es). Elle est proclamée huit jours plus tard secrétaire générale élue à titre provisoire par la commission régionale d'éthique et de garantie, étant la seule candidate et ayant recueilli plus de 1 600 parrainages de militants. Elle est alors pressentie par la direction nationale du Parti socialiste comme tête de liste aux prochaines élections municipales dans la capitale, prévues en mai 2023.
Le 11 décembre suivant, à l'occasion de l'assemblée constitutive de la section socialiste de Madrid, elle assume formellement ses fonctions de secrétaire générale et porte Rafael Simancas — qui avait échoué en 2003 à accéder à la présidence de la communauté de Madrid en raison d'une intrigue politique — au poste honorifique de président de la commission exécutive. La vice-secrétaire générale du PSOE Adriana Lastra confirme dans son discours la volonté de la direction nationale de la voir postuler en 2023 à la mairie en déclarant que « la ville de Madrid va avoir la maire qu'elle mérite depuis si longtemps »,.
Au cours de l'été 2022, le secrétaire général du PSOE et président du gouvernement, Pedro Sánchez, prend la décision de ne pas lui proposer la tête de liste pour les élections municipales, en raison d'un sondage confidentiel qui attribue aux socialistes un résultat en-deçà de celui de 2019, le pire de l'histoire locale du parti. Les directions nationale et régionale du PSOE s'entendent ensuite pour promouvoir la candidature de la ministre de l'Industrie, Reyes Maroto, rendue publique le 14 novembre.

### Directrice générale de la Garde civile
Le 22 mars 2023, le gouvernement annonce que Mercedes González sera nommée directrice générale de la Garde civile lors de la prochaine réunion du Conseil des ministres. Elle prendra ainsi la succession de María Gámez (es), démissionnaire après que son mari a été mis en examen dans une affaire politico-financière. Elle est effectivement nommée lors du conseil du 28 mars, étant remplacée à la délégation du gouvernement par Francisco Martín Aguirre, jusqu'alors secrétaire général de la présidence du gouvernement.
La Radiotelevisión Española dévoile, le 8 juin 2023, qu'elle sera candidate aux élections générales anticipées du 23 juillet suivant dans la circonscription de Madrid, en 10e position sur la liste du Parti socialiste. Le Code électoral rendant inéligible le directeur général de la Garde civile, elle est contrainte de renoncer à cette fonction afin de pouvoir se présenter, établissant ainsi le record de brièveté à la direction de la gendarmerie espagnole. Le ministère de l'Intérieur indique, le lendemain, qu'elle sera remplacée par Leonardo Marcos, jusqu'ici directeur général de la Protection civile. Elle est formellement relevée de ses responsabilités lors du Conseil des ministres du 13 juin. En décembre 2023, elle est désignée présidente de la commission parlementaire de l'Éducation, de la Formation professionnelle et des Sports.
Elle démissionne de son mandat de députée au Congrès le 16 septembre 2024, des sources internes au PSOE expliquant à l'agence Europa Press qu'elle doit être nommée à une haute fonction par le Conseil des ministres. Le lendemain, elle est effectivement nommée, de nouveau, directrice générale de la Garde civile par le gouvernement sur recommandation de Fernando Grande-Marlaska. Cette nomination d'un cinquième directeur général depuis l'arrivée de Marlaska au ministère de l'Intérieur est critiquée par les associations professionnelles de gardes civils, l'AUGC considérant qu'elle « compromet gravement la stabilité [de la Garde civile] et sa capacité à mener à bien son travail de manière efficiente et coordonnée ». Son siège de député est aussitôt repris par le suivant sur la liste des candidats, Vicente Montávez Aguillaume.
Lors de la réunion du comité du PSOE de la ville de Madrid le 25 février 2025, elle indique qu'elle ne sera pas candidate à sa propre succession dans le cadre du congrès municipal que le comité vient de convoquer. La cheffe de file socialiste au conseil municipal de Madrid et ex-ministres de l'Industrie Reyes Maroto lui succède six semaines plus tard.